# Kuter torpedowy

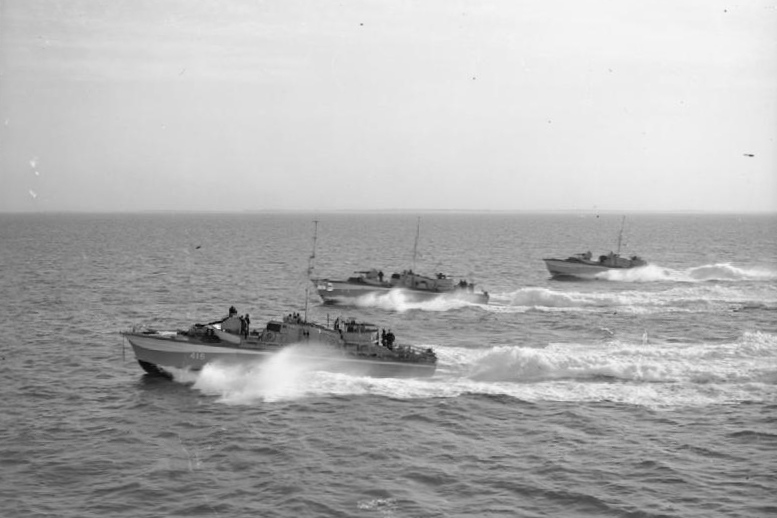
Zespół brytyjskich ścigaczy torpedowych z okresu II wojny światowej.

Kuter torpedowy, także ścigacz torpedowy – klasa niewielkich okrętów przeznaczonych do wykonywania grupowych ataków torpedowych na zespoły jednostek nawodnych przeciwnika, głównie na wodach przybrzeżnych, i szybkiego wycofania się z pola walki. Porównywalnej wielkości okręty wyposażone w torpedy przeciw okrętom podwodnym zostały określone jako kutry zwalczania okrętów podwodnych.
W Polsce wczesne jednostki takie określano naprzemiennie mianem kutrów torpedowych i torpedowców. W miarę rozwoju techniki torpedowcami zaczęto nazywać wyłącznie większe, lepiej uzbrojone i wyposażone w obrotowe wyrzutnie torpedowe okręty, które ostatecznie wyodrębniły się z kutrów torpedowych jako osobna klasa.

## Początki klasy

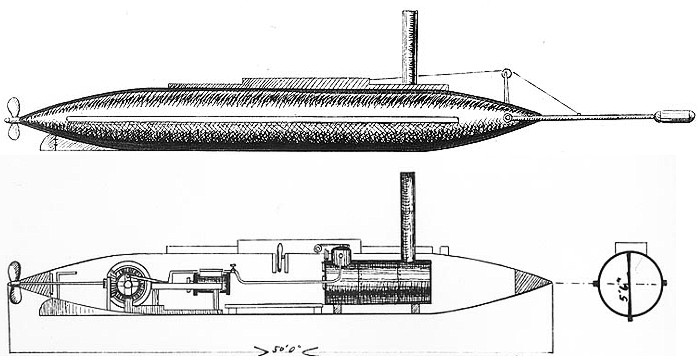
Szkic kutra CSS „David” uzbrojonego w minę wytykową, z okresu wojny secesyjnej

Koncepcja kutra torpedowego, będącego małym parowcem uzbrojonym w minę holowaną lub wytykową, powstała w latach 60. XIX wieku. Jego przeznaczeniem było atakowanie większych i opancerzonych okrętów. W 1863 roku, podczas wojny secesyjnej na potrzeby wojsk Konfederacji skonstruowano prawdopodobnie pierwszą użytą bojowo jednostkę torpedową, która nosiła nazwę CSS „David”.
W 1877 roku rosyjski wiceadmirał Stiepan Makarow zastosował kutry z minami w trakcie wojny rosyjsko-tureckiej. Były to okręty o małej prędkości, ich uzbrojenie nie zapewniało bezpieczeństwa, gdyż wymagało podejścia w bezpośrednią bliskość atakowanej jednostki, a wybuch miny zagrażał samemu kutrowi. Dalszym krokiem stało się wyposażenie tego typu kutrów parowych w rozwijane w tym czasie torpedy samobieżne. Również one wzięły udział w wojnie rosyjsko-tureckiej, po raz pierwszy 14 stycznia 1878 roku.
W tym okresie angielski konstruktor John Thornycroft zaczął prace nad szybszymi jednostkami, rozwijającymi prędkość kilkunastu węzłów. Pierwszym był zwodowany w 1873 roku z przeznaczeniem dla Norwegii „Rap”. Podobne okręty budowano następnie dla wielu innych flot wojennych państw świata, a wzorowane na nich szybkie kutry zaczęły powstawać także w innych stoczniach.

## I i II wojna światowa

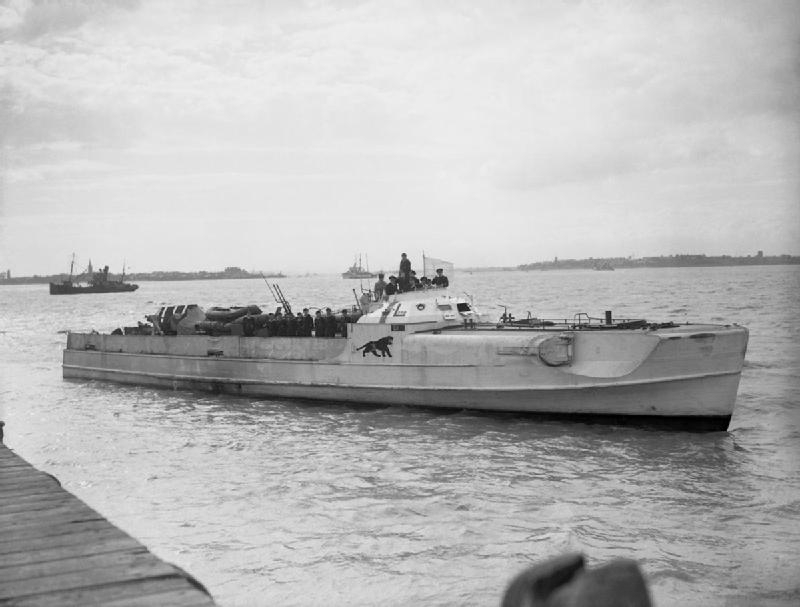
Poddający się niemiecki ścigacz torpedowy (Schnellboot) S-204, 13 maja 1945 roku.

Wynalezienie silników spalinowych, pozwalających uzyskać duże prędkości przy niewielkich rozmiarach kadłubów, dało nowy impuls rozwojowi kutrów torpedowych i spowodowało ponowne konstruowanie małych jednostek tego rodzaju, w odróżnieniu od rosnących pod względem wymiarów torpedowców. Znaczący rozkwit nastąpił podczas I wojny światowej, kiedy niewielkie i szybkie okręty torpedowe zaczęto licznie budować we Włoszech, następnie w Wielkiej Brytanii oraz na niewielką skalę w Niemczech. Wiązało się to z udoskonaleniem uzbrojenia oraz układu napędowego, a szczególnie udane były włoskie kutry typu MAS.
Jednakże czasy świetności kutrów torpedowych przypadły na lata II wojny światowej. Wszystkie liczące się wówczas marynarki wojenne budowały duże flotylle tych jednostek, które głównie w rejonach przybrzeżnych prowadziły szybkie ataki torpedowe na zespoły okrętów i statków przeciwnika. Dodatkowym zadaniem kutrów torpedowych stało się zwalczanie zanurzonych okrętów podwodnych przy pomocy bomb głębinowych. Jednostki takie odegrały szczególnie znaczącą rolę we flotach Niemiec, Wielkiej Brytanii, Stanów Zjednoczonych, Związku Radzieckiego i Włoch.
Charakterystyka okrętów z tego okresu: wyporność 20–100 t, długość do 20 m, zanurzenie do 1,5 m, prędkość 30–50 w., zasięg 200–300 Mm, autonomiczność 2–3 dni. Uzbrojenie składało się z 2–4 wyrzutni torped, 1–2 zrzutni bomb głębinowych, 2–3 wielkokalibrowych karabinów maszynowych lub działka przeciwlotniczego kal. 20–40 mm oraz ciężkich karabinów maszynowych.

## Okres powojenny

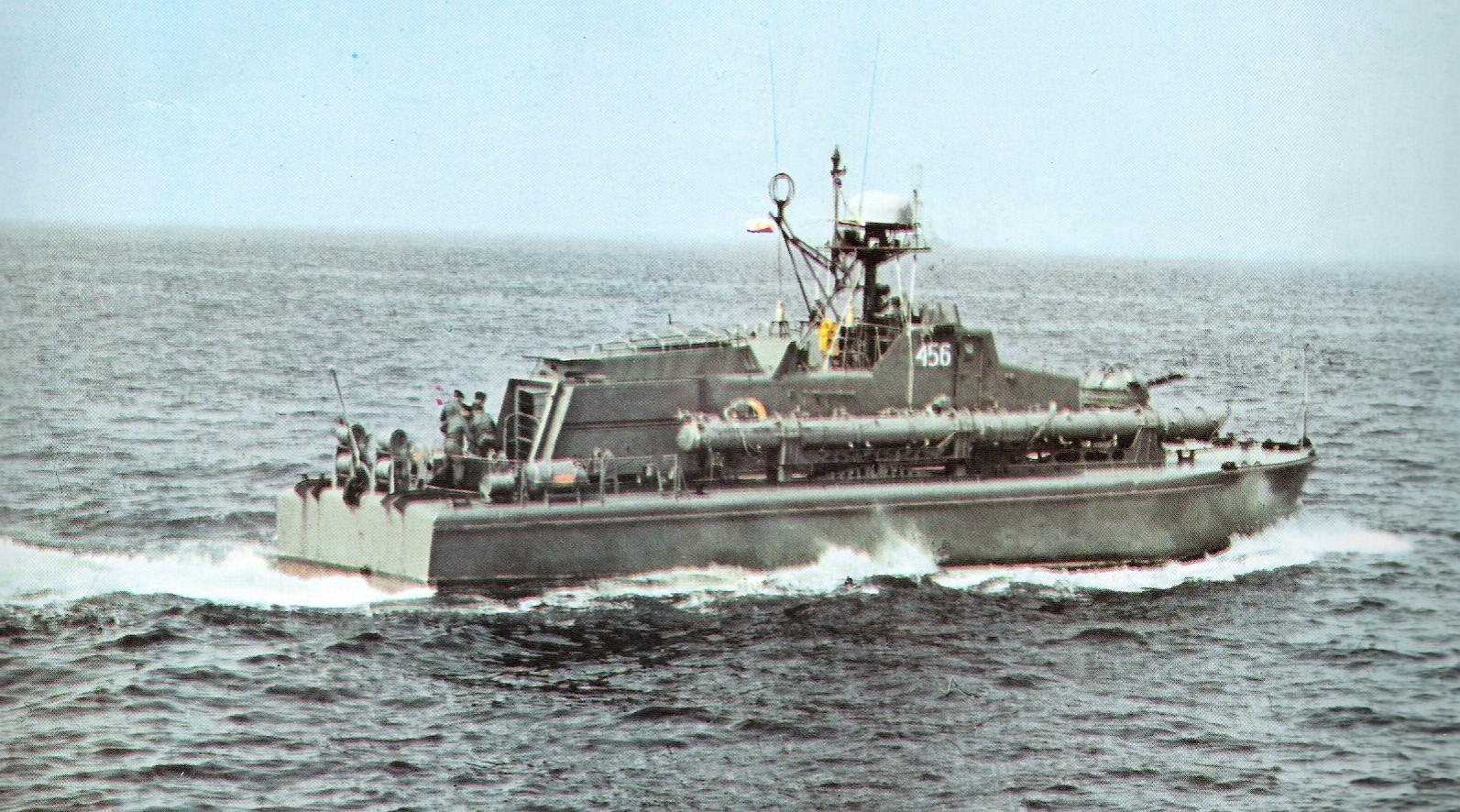
Ścigacz torpedowy ORP „Sprawny” projektu 664

Na przełomie lat 50. i 60. XX wieku z kutrów torpedowych i ścigaczy okrętów podwodnych wyewoluowała kolejna klasa okrętów; kutry zwalczania okrętów podwodnych. Główną przyczynę powstania nowych jednostek stanowiło przystosowanie uzbrojenia torpedowego do użycia przeciwko zanurzonym okrętom podwodnym. Przez to kutry torpedowe powróciły do tradycyjnej formy okrętów atakujących wyłącznie cele nawodne.
Charakterystyka okrętów z tego okresu: wyporność 200–300 t, długość 25–30 m, zanurzenie do 2 m, prędkość 40–55 w., zasięg 600–800 Mm, autonomiczność do 5 dni. Uzbrojenie składało się z 4–6 wyrzutni torped i 1–2 armat uniwersalnych kal. 20–30 mm. Niekiedy spotykane były także 1–2 zrzutnie świec dymnych.
Znaczenie omawianych jednostek pływających gwałtownie zmalało po pojawieniu się przeciwokrętowych kierowanych pocisków rakietowych, które mogą być przenoszone przez niewielkie okręty. W ten sposób powstały kutry rakietowe, pomimo że nieco większe i wolniejsze od torpedowych, charakteryzowały się nieporównywalnym wzrostem możliwości bojowych. W związku z tym w latach 70. XX wieku zaczęto rezygnować ze stosowania kutrów torpedowych, które jeszcze przez pewien czas wchodziły wspólnie z kutrami rakietowymi w skład okrętowych grup uderzeniowych.

## Okręty w Polsce
Na krótko przed wybuchem II wojny światowej, 24 stycznia 1939 roku polska Marynarka Wojenna zamówiła dwa kutry torpedowe, w brytyjskiej stoczni J. Samuel White w Cowes, z przewidywanym terminem dostawy w styczniu 1940 roku. Ich uzbrojenie stanowić miały 2 wyrzutnie torped kal. 533 mm, działko przeciwlotnicze kal. 40 mm, 2 karabiny maszynowe oraz 6 bomb głębinowych. Zamierzano także podpisać kontrakt na dwie kolejne jednostki, a wiele dalszych wybudować na licencji w Warsztatach Portowych Marynarki Wojennej w Gdyni. Wszystkie te plany przerwała wojna. Dopiero od połowy 1944 roku Polskie Siły Zbrojne otrzymały 6 brytyjskich ścigaczy torpedowych, które pod nazwami ORP „S-5” – „S-10” używano do 1945 roku.
W 1946 roku wcielono do linii 2 eks-radzieckie kutry torpedowe projektu D-3, które pływały do 1964 roku. Również od ZSRR wydzierżawiono 19 kutrów torpedowych projektu 183. Jednostki te skreślono z listy floty na przełomie lat 60. i 70. XX wieku. W okresie od 1969 do 1986 roku służyło 9 kutrów torpedowych projektów 663D i 664, konstrukcji polskiej, wyprodukowanych w Stoczni Północnej w Gdańsku.

## Zachowane w Polsce
- ORP „Odważny”: Muzeum im. Orła Białego w Skarżysku-Kamiennej.